# Tupaziya
Tupaziya era una ciutat hitita a la Terra Baixa Hitita, a la zona anomenada de la muntanya d'Ammuna.
El Regne d'Arzawa la va envair i ocupar cap el 1345 aC Com a aliat tenia un personatge anomenat Anna. Els arzawans es van apoderar de la ciutat i es van emportar els seus déus, els seus habitants, vaques i ovelles. Van passar tot seguit vora un llac (probablement el llac de la Sal) i van arribar a Tuwanuwa, però Subiluliuma I els va derrotar en una de les seves primeres campanyes com a rei.